# جون فرازير
جون فرازير (بالإنجليزية: John Fraser)‏ (1938 في المملكة المتحدة - 2011) هو لاعب كرة قدم بريطاني في مركز جناح ‏. لعب مع غلينتوران ونادي بورتسموث ونادي سندرلاند ونادي مارغيت ونادي واتفورد ونادي ديربن سيتي.

## وصلات خارجية
- جون فرازير على موقع قاعدة بيانات كرة القدم.إي يو (الإنجليزية)
- جون فرازير على موقع قاعدة بيانات كرة القدم.إي يو (الإنجليزية)